# Interprétation des rêves

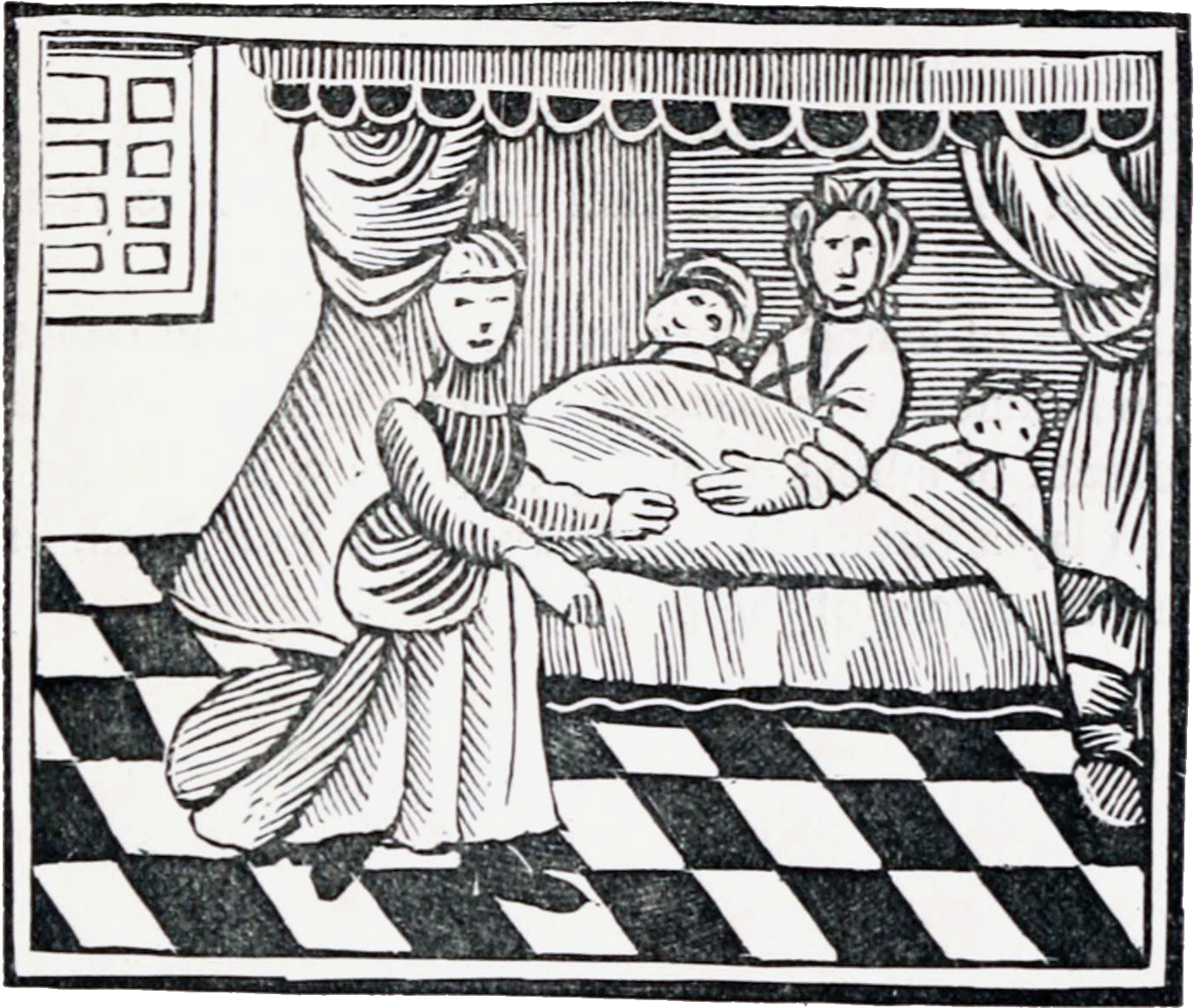
Interprétation des rêves. Gravure d'un livre de colportage anglais.

Pour les articles homonymes, voir Interprétation des rêves (homonymie).
L'interprétation des rêves, aussi appelée onirocritique ou onirocritie, est l'ensemble des pratiques ou techniques, rituelles ou symboliques, qui tentent, au sein d'une culture donnée, de donner un sens au rêve.
Objet étudié par les neurosciences depuis les années 1960 (psychophysiologie et neurophysiologie du rêve), la production onirique est appréhendée par les recherches en sciences sociales, dont l'histoire, la sociologie et l'anthropologie notamment, qui collectent et analysent le traitement traditionnel ou moderne du rêve dans différentes cultures, mais aussi par la psychanalyse et la psychologie analytique.

## Contextes et acteurs
Selon le célèbre onirocrite syrien du IIe siècle après J.C., Artémidore de Daldis lui-même, et les historiennes françaises contemporaines Lise Andriès et Yannick Ripa l'interprétation des rêves est une pratique culturelle se jouant dans différents contextes, sociaux, spatiaux et historiques, du plus humble au plus célèbre, du plus privé au plus marchand, et mettant en scène différents acteurs, de l'individu en introspection dans sa vie privée jusqu'à la consultation publique de spécialistes, reconnus ou non, marchands ou non-marchands.
L'interprétation des rêves met en scène des questionnements relevant de divers champs de connaissances portant sur le corps et ses fonctions jusqu'à des préoccupations philosophiques ou religieuses. Ainsi, il convient de distinguer divers contextes sociaux définissant l'intervention d'un champ de connaissances constituées :
- Le contexte de la vie individuelle et privée relevant, concernant le rêve, de l'introspection, de questionnements et d'interprétations personnels.
- Le contexte de la vie relationnelle, familiale ou publique[8] relevant de relations sociales, plus ou moins proches et intimes (parenté, fratries, camaraderie, amitiés).
- Le contexte plus large de la vie publique relevant d'éventuelles transactions[9], monétaires ou non, avec des acteurs professionnels, marchands ou non-marchands.

Ainsi, selon le cas, il sera question d'interprétation personnelle spontanée, populaire ou scientifique, médicale ou religieuse, littéraire ou socio-politique, par exemple.
Les acteurs intervenant dans cette pratique peuvent être uniques et isolés, ou au contraire, plusieurs, en relation, monnayée ou non. Selon la diversité des situations possibles, il peut s'agir de :
- l'individu en relation avec lui-même (vécu du rêve, remémoration du rêve, transcription du rêve)[11] ;
- l'individu en relation avec des pairs (écoute amicale, maternelle/paternelle, familiale[12], récit du rêve, inter-individuel ou collectif, demande de conseils ou d'interprétation) ;
- l'individu en relation avec des autorités instituées ou professionnelles (consultation de religieux, scientifiques, thérapeutes, devins et devineresses de songes[13], onirocrites, oniromancien(ne)s, etc.).

L'interprétation des rêves peut donc porter sur des matériaux d'origine onirique de natures sensiblement différentes :
- des souvenirs de rêves plus ou moins précis (et il s'agit alors d'un fait mémoriel immatériel individuel et intime) ;
- des récits de rêve réalisés au réveil à un tiers (il s'agit alors d'un fait oral et relationnel)[14] ;
- des transcriptions du rêve au réveil ou postérieurement (il s'agit cette fois d'un fait matériel qui peut prendre plusieurs formes, écrites, dessinées ou autres)[14].

## Systèmes interprétatifs
Confrontés au phénomène du rêve, les humains ont développé, selon la diversité des cultures, divers systèmes interprétatifs. Souvent répertoriés dans la littérature savante, ils peuvent être de nature très variés :
- populaires et spontanés (connaissance spontanée) ;
- savants et élaborés (connaissance constituée) ;
- liés à des systèmes de croyances ;
- purement commerciaux[9].

Habituellement, le grand public croit en maîtriser l'un ou l'autre. Dans les faits, il utilise fréquemment ce qui est convenu de nommer une Clé des songes.

### Les clés des songes
Nous savons par les textes anciens que de très nombreuses Clés des songes ont existé par le passé dans différentes civilisations et cultures. Selon l'historienne française Yannick Ripa (1954-).
« Les clefs ont un souci constant : comprendre ce monde et la nature de l'activité onirique. Le rêve, souligne-t-elles, est issu du berceau de l'humanité, intemporel, a-culturel et chargé de significations. De telles caractéristiques supposent l'existence d'un géniteur du rêve, d'un directeur de pensée dans le sommeil ; elles conduisent à des questions fondamentales sur la nature du rêve, et par ricochet sur celle de l'homme et sur les limites de sa liberté. Toutes ces angoissantes questions sont là, en filigrane, dans ces clefs a priori anodines (…) ».
De nombreuses sociétés traditionnelles contemporaines disposent également de leurs propres clefs des songes parfois étudiées par les ethnologues.
On appelle habituellement Clé des songes un document écrit se présentant sous forme de répertoire, classé alphabétiquement ou thématiquement, d'un certain nombre de mots supposés être des objets, ou images, d'un rêve. Ces listes peuvent comporter plusieurs milliers de mots d'objets, d'animaux ou de situations auxquels sont attribués des significations selon le système interprétatif du cadre culturel concerné : païen, religieux, ésotérique, etc. De très nombreuses civilisations anciennes ont utilisé de telles tables interprétatives (Mésopotamie, Hittites, Chine, Inde, Égypte, etc.). Il existe de très nombreux types de Clés des songes classables selon divers critères :
- leur taille, poids, facture (littérature de colportage) ;
- leur présentation (luxueuse, savante, ésotérique) ;
- leur caractère religieux (chrétienne, juive, musulmane, bouddhiste, shintoïste, etc.) comme celle de Mohamed Ibn Sirine pour la tradition islamique ;
- leur caractère naturaliste ou encyclopédique ;
- leur caractère ésotérique ou mystique comme dans le spiritisme où une entité non physique tente d'entrer en contact avec un humain.

Selon Yannick Ripa, au fil des années et des siècles, elles se sont, plus particulièrement au XIXe siècle, multipliées et ont migré peu à peu d'un domaine éditorial vers un autre: « Ces clefs quittent les collections cabalistiques (…) d'autres clefs se réfugient dans des collections de sciences occultes, elles quittent donc aussi, à leur manière, le terrain de l'irrationnel spontané, merveilleux, pour entrer dans celui de l'irrationnel réfléchi, analysé, voire dirigé ».

#### Quelques Clés des songes célèbres
Trois auteurs orientaux classiques ont rédigé, à leur époque, de telles clés des songes, souvent reproduites et imprimées, notamment en France, sous d'autres noms :
- Le syrien d'expression grecque Artémidore de Daldis (IIe siècle ap. J.-C.), auteur de La clef des songes[25].

Artémidore classe, dans ce traité, le phénomène onirique en deux catégories puis sous-catégories :
- Les rêves (enupnion) : qui, selon lui, "signifient la réalité présente".
- Les songes (oneiros), qui, selon lui, "signifient l'avenir". Ces derniers peuvent être subdivisés à leur tour en:

1- Songes théorématiques: "songes dont l'accomplissement a pleine ressemblance avec ce qu'ils ont fait voir", eux-mêmes subdivisés en songes qu'il nomme :
- Le fantôme
- La vision
- La réponse oraculaire

2- Songes Allégoriques: "songes qui signifient de certaines choses au moyen d'autres choses".
Ils seraient de cinq "espèces" :
- Personnels
- Non personnels
- Communs
- Politiques
- Cosmiques

- L'Irakien originaire de Bassora Ibn Sīrīn (653-729), auteur de Rêves et Interprétations[29] Selon lui, il existerait trois sortes de rêves :
- Le "rêve véridique" (rahmani).
- Le "rêve représentant un désir personnel" (nafsani).
- Le "rêve provenant du diable" (shaitani).
- Achmet fils de Sereim[30], auteur prétendu d'une clé des songes titrée Achmetis Oneirocriticon.

Mais, si l'on connaît surtout ces trois auteurs souvent réimprimés et fréquemment plagiés, pillés ou cités de manière extrêmement parcellaire, il en existe bien d'autres, pour ne citer que les éditions françaises :
- Albumazzar de Carpenteri, La clef d'or ou l'astrologue fortuné devin, contenant une liste générale de tous les arts, songes et visions nocturnes avec les noms des choses et les numéros à qui elles se rapportent, pour s'en tenir aux tirages de la loterie de France, traduit de l'Italien, Avignon, éd. A. Joly, 1815.
- Aymans, L'avenir dévoilé, traité complet de l'art de la divination […], l'explication des songes, Paris, éd. Delarue, 1850.
- Bohabdil, Le Bohémien contenant l'art de tirer les cartes, suivi de l'art d'escamoter et l'application des Rêves aux numéros de la loterie, Paris, Lemarchand, 1802.
- Mme Clavel, La Clef des songes, rêves et visions, Troyes, Poignée, 1848.
- Halbert d'Angers, L'Ancienne et la nouvelle clef des songes, Paris, Borneman, 1846, rééditions en 1859, 1868, 1872, 1875, 1885[32].
- Halil-El-Masri, L'interprète oriental des songes; recueil complet de toutes les traditions orientales sur les songes depuis Adam jusqu'à nos jours; précédé d'un abrégé historique de la science des songes, Paris, s. éd., 1878[33].
- Kimbale, La double clef des songes ou la science de la vie enseignée par le sommeil. Spirite écrivant sous La direction de son esprit familier, Paris, A. Faure, 1866.
- Lacinius, La vraie Clef des songes […], Paris, E. Guérin, 1874 : rééditée 6 fois à 10 000 exemplaires en 1877, 1878, 1880, 1881, 1883[34].
- Lagrange (F. de), Le Grand Livre du Destin. Répertoire général des sciences occultes d'après Albert le Grand, M. Flamel… Mlle Lenormand, Gall, Lavater etc., 3e éd. précédée de la prophétie du solitaire Dorval et contenant l'art d'expliquer les songes, de tirer les cartes et de dire la bonne aventure, Paris, Lavigne, 1848.
- Mlle Lemarchand, La Clef des songes ou explication des songes, rêves et visions d'après l'interprétation des auteurs anciens et modernes […], Paris, Delarue, 1875.
- Magus (A.), L'art de tirer les cartes […] précédé d'un dictionnaire abrégé des sciences divinatoires, Paris, Garnier, 1875.
- Mercurius, Les Songes expliqués, Paris, A. L. Guyot, 2 Vol., 1897.
- Menut de St Mesmin, Le Livre général des rêves de Cagliostro et de M. de St. M., Paris, s. éd. 1811.
- Perrena (G.), L'Art de dire la bonne aventure ou la chiromancie des bohémiennes suivi des horoscopes […] ; comme aussi de l'art de tirer les cartes et de l'explication des songes; ouvrage combiné sur les livres qui nous restent des plus fameux devins, sorciers et astrologues, Paris, s. éd., 1818.
- Sibylle de la Chaussée d'Antin, Clef des songes ou explication claire et facile des visions, inspirations nocturnes d'après les plus fameux cabalistes, grecs, arabes, égyptiens, et persans avec les numéros correspondants pour les 5 routes de la literie; précédée des oracles de la sybille de la Chaussée d'Antin, et terminée par la bonne aventure mystérieuse ou la cartomancie solitaire extrait des manuscrits du fameux Eteilla, Paris, Locard, 1821[35].
- Mme de Thèbes, L'Énigme du rêve, explication des songes, Paris, F. Juven, 1908[36].
- de la Tourette (G.), Traité des songes […], 1820, Paris et Lille, s. éd., 1839, Tours, Ch. Placé, 1841, Chassaignon, 1845, Bruxelles.
- Trismégiste (J.), L'Art d'expliquer les songes, Paris, J. Laisne, 1845[37].
- Worthington, La Nouvelle Clef des songes, Paris, E. Kohl, 1889[38]

On se doute qu'au-travers des nombreuses cultures existantes sur la Terre il en existe bien d'autres.
Selon Yannick Ripa, ces clefs des songes se présentent comme une « vaste compilation, synthèse souvent peu satisfaisante des influences bibliques, orientales et gréco-romaines, les clefs sont cependant une langue et régies comme telle par des règles et leurs inévitables exceptions » :
- Règle de l'inversion : « les rêves annonceraient l'inverse de ce qu'ils semblent dire ».
- Règle du qualificatif : le sens du rêve varierait selon les tons des couleurs, notamment des cheveux.
- Règle de l'échéance : le bestiaire onirique propose, par exemple, un calendrier précis (ex. : rêver d'un hibou = funérailles vingt-deux jours plus tard)

Fonctionnant de manière stéréotypées, quoique souvent subversives, nous dit Ripa, et critiquant le pouvoir, elles sont cependant « très moralisatrices », tout en rejetant toute anormalité, et, bien qu'évitant prudemment la question du divin, elles présentent cependant l'homme comme « chef-d'œuvre de Dieu ». Pour Yannick Ripa, au XIXe siècle, « l'histoire des clefs du rêve est une histoire du corps menacé, torturé » qui exprime « l'anxiété du lecteur » et une « vision fataliste de la maladie ».

### Autres systèmes interprétatifs

#### L'interprétation religieuse
Sans recours à une clé, certaines religions ont recours à un mode interprétatif particulier du contenu des rêves, y faisant intervenir les composantes du panthéon de leur religion, Dieu, le diable, les démons, incubes et succubes dont l'existence est "officialisée" dans l'église chrétienne par la Bulle d'Innocent VIII du 5 décembre 1484, les anges, les saints, la Vierge Marie, etc. Se rajoute fréquemment à ce panthéon divers personnages célèbres et considérés comme saints et qui sont supposés expédier aux rêveur(se)s des rêves particuliers.
- La Bible comporte de nombreuses références au rêve (Abraham, Abimelech, Jacob, Joseph, Balaam, Gédéon, Samuel et Saül, Salomon notamment). La première onirologie chrétienne se trouve notamment chez des auteurs comme :
  - Origène (185?-253?),
  - Tertullien (160?-220?)[45],
  - Cyprien (205?-258)[46],
  - Lactance (250-325),
  - Augustin évêque d'Hippone (354-430)[47],
  - Grégoire de Tours (538-594)[48]
  - Isidore de Séville (570?-636)[49].
- Dans le Judaïsme le modèle interprétatif ésotérique se trouve également dans la Kabbale[50].
- Selon Henry Corbin, Toufy Fahd et Benjamin Kilborne, dans l'Islam, selon qu'il s'agisse du dogme coranique ou de pratiques et croyances populaires[51] traditionnelles en de saints hommes, aux djinns (djounoun), le rêve demeure important à interpréter, mais son origine supposée est différente. C'est dans le soufisme que la référence au rêve, comme proximité du divin, est la plus évidente[52],[53]. L'auteur de clé des songes Ibn Sīrīn aurait été le secrétaire d'Anas ibn Malik, lui-même compagnon de Mahomet.

#### L'interprétation populaire
- Les études folkloriques retrouvent souvent dans les usages populaires diverses formes de traitement du rêve qui peuvent associer comportements et relations à une pratique interprétative performative[54]. Selon la diversité des cultures populaires, rêves et cauchemars peuvent être attribués à des esprits, fées, lutins ou autres entités de l'au-delà. Défunts, ancêtres peuvent également tenter, selon ces croyances, de communiquer à travers les rêves avec les vivants. Dès lors, l'interprétation populaire référait aux expéditeurs de ces rêves qu'il fallait identifier pour décoder le message: conseils, reproches, menaces, par exemple[55].

#### L'interprétation matérialiste
- L'interprétation strictement matérialiste des rêves et cauchemars leur attribue généralement un sens lié à une cause strictement matérielle (température, bruits, digestion, désir sexuel, etc.) sans autre sens ou utilité particulière. Le système interprétatif strictement matérialiste réduit la question de l'interprétation du rêve au fait de trouver sa cause concrète antécédente (matérielle, physiologique, événementielle)[56].

Ainsi, pour quelques auteurs organicistes, le rêve dépend essentiellement du corps :
- 1802 : Pierre Jean Georges Cabanis (1757-1808)[57] : « les rêves ont lieu dans un état qui suspend les sens intérieurs, qui modère celle de plusieurs organes internes, et les impressions qu'ils reçoivent, mais qui les modère à différents degrés, et même augmente la sensibilité, et la force d'action de quelques-uns : il est évident, enfin, qu'en même temps, cet état ramène et concentre une grande partie de la puissance nerveuse dans l'organe cérébral, et l'abandonne, soit à ses propres impressions, soit à celles qui sont encore reçues par les extrémités sentantes internes, sans que les impressions venues des objets extérieurs, puissent les balancer et les rectifier »[58]
- 1815 : Marie François Pierre Gontier de Biran dit Maine de Biran (1766-1824)[59] :

Selon Yannick Ripa, Maine de Biran range les songes en quatre catégories en rapport avec les organes et de la concentration de la sensibilité dans chacun d'eux :
- Les « songes organiques ou affectifs », rêves dont la naissance est due à un organe intérieur, dont les cauchemars.
- Les « songes intuitifs ou visions » provoqués par « concentration des forces sensitives […] dans les extrémités nerveuses de quelque sens particulier ».
- Des « rêves intellectuels et profonds »
- Le somnambulisme, « sorte de songe caractérisé par l'intuition des objets externes alors que les sens semblent fermés […] ».
- 1855 : Pour Albert Lemoine[61], professeur de philosophie, maître de conférences à l'École normale de Paris : « Le point de départ de tous nos rêves n'est donc autre chose qu'un de ces mouvements aveugles des organes intestins, imperceptibles pendant la veille, mais qui devient sensible au milieu du silence du monde extérieur, devenu étranger pour nous; à chaque instant, de nouveaux ébranlements fournissent ensuite les matériaux de nouvelles illusions »[62].
- 1896 : Pour le docteur P. Tissié[63] : « les rêves érotiques ne sont causés que par l'excitation des organes génitaux » : « Ils sont donc d'ordre physiques et physiologiques », dit-il. « On comprendra facilement que je ne cite pas d'observation à cet égard », précise-t-il[64].

#### L'interprétation médicale
- En hypnologie, discipline médicale qui étudie le sommeil, diverses interprétations peuvent être développées, catégorisant divers types de rêves possibles, associés ou non à des éventuelles pathologies de divers ordres[65].

#### L'interprétation scientifique
- L'interprétation scientifique des rêves s'appuie sur des approches croisées entre neurosciences, psychologie cognitive et psychanalyse. Si les rêves ont longtemps été associés à des visions mystiques ou symboliques, la science moderne tend à les considérer comme le produit de mécanismes cérébraux complexes, en lien avec l’activité inconsciente du cerveau.  Dès la fin du XIXe siècle, Maria Manacéïne, médecin et physiologiste russe, pionnière de l’étude du sommeil, soutenait que l’homme, dans ses rêves, reproduisait souvent les stades antérieurs de son développement individuel et même ceux de l’espèce humaine. Cette perspective évolutionniste marquait déjà une volonté de relier le rêve à des structures biologiques sous-jacentes.  À partir des années 1950, les recherches de Nathaniel Kleitman et de son élève Eugène Aserinsky marquent une véritable révolution dans la compréhension physiologique du rêve. Ils découvrent le sommeil paradoxal (REM, pour Rapid Eye Movement), phase durant laquelle une activité cérébrale intense coexiste avec une paralysie musculaire complète. Réveiller un sujet pendant cette phase conduit à un récit de rêve dans 80 à 95 % des cas. Pour Kleitman, le rêve est comparable à un "jeu imaginatif de l’enfant" : il émerge d’une activité réduite des centres corticaux supérieurs, laissant la place à une production mentale non censurée, issue des couches plus primitives du cerveau【Kleitman, 1957】.  Le neurophysiologiste américain William Dement approfondira ces travaux, mettant en évidence le cycle du sommeil et soulignant le rôle central du sommeil paradoxal dans la production onirique.  En France, le neurobiologiste Michel Jouvet développe à partir des années 1960 une « onirologie scientifique » en affirmant que le sommeil paradoxal est le théâtre d’une activité cérébrale autonome et essentielle. Jouvet localise le déclenchement du sommeil paradoxal dans une région précise du tronc cérébral, le pont, et propose que cette phase permette une "programmation génétique de l'individu" via les rêves. Dans ses écrits tardifs, il recueille et illustre ses propres récits oniriques, adoptant une approche introspective et expérimentale de la vie rêvée.  Cependant, la perspective strictement physiologique du rêve est progressivement remise en question. Le neuropsychologue Mark Solms, dans les années 1990, démontre que le rêve ne dépend pas exclusivement du sommeil paradoxal, comme on le croyait. Des rêves riches peuvent aussi apparaître pendant le sommeil non-REM. Surtout, Solms identifie que les régions du cerveau impliquées dans le déclenchement des rêves sont situées dans les zones antérieures du cerveau, liées à la motivation, aux émotions et à la dopamine, et non uniquement dans le tronc cérébral. Cela suggère que le rêve est un phénomène émotionnel et psychique, et non une simple activation aléatoire de neurones【Solms, 1997】.  Du côté psychanalytique, Sigmund Freud reste une figure fondatrice avec L’Interprétation du rêve (1900), où il avance que le rêve est une manifestation déguisée de désirs refoulés. Pour Freud, les contenus du rêve sont issus de l’inconscient et sont transformés par un "travail du rêve" : condensation, déplacement, symbolisation. Mais Freud lui-même reconnaissait que l’interprétation est fondamentalement subjective, qu’il n’existe pas de "langue universelle" du rêve.  Les psychanalystes contemporains, notamment Wilfred Bion et Thomas Ogden, prolongent cette approche en insistant sur la nature transformationnelle du rêve. Bion propose que le rêve soit moins un produit à analyser qu’un processus actif de digestion émotionnelle, une manière de rendre supportables des expériences internes chaotiques. Le rêve devient ainsi un outil de croissance psychique, qui ne cherche pas à transmettre un message clair, mais à permettre une élaboration inconsciente des conflits ou ressentis【Bion, 1962 ; Ogden, 2002】.  Enfin, des auteurs contemporains comme Paul Hebbrecht insistent sur le caractère intersubjectif et non généralisable de l’interprétation du rêve. Pour lui, le rêve est une construction intime, un récit intérieur souvent symbolique, qui ne peut être décodé par des dictionnaires ou des grilles symboliques universelles. Il souligne l’importance de l’analyse émotionnelle du rêveur, de ses ressentis et de son propre vécu comme clés d’interprétation fiables【Hebbrecht, 2010 ; 2013】.  Ainsi, les interprétations scientifiques actuelles convergent : le rêve a bien une raison d’être, une origine psychique et émotionnelle, mais il ne possède pas nécessairement une signification explicite ou universelle. Son sens, s’il en a un, est subjectif, contextuel, et lié à l’histoire intérieure du rêveur.

## Théories et croyances

### Les théories religieuses

#### Les théories monothéistes
De manière générale, dans les religions monothéistes, le rêve est interprété comme potentiel message, émanant de diverses sources possibles et qu'il s'agit donc de déchiffrer. Ordre divin ou tentation diabolique, le débat se joue souvent entre ces deux polarités : le rêve est-il clairement positif, envoyé par la divinité, ou bien trouble et suspecté d'une origine diabolique ?
- Dans le judaïsme, même si le rêve est considéré comme une partie (1/40è) de la prophétie, c'est dans sa version ésotérique qu'est la kabbale que les usages du rêve et leurs interprétations sont débattues[66].
- Dans l'Islam, c'est dans le cadre du soufisme que se manifeste plus particulièrement la référence aux rêves supposés être le lieu de contact avec Dieu[67].

#### Les théories polythéistes
- En contexte polythéiste les rêves sont attribués à des canaux de contacts privilégiés entre les divinités et les humains. Du fait de la multiplicité des dieux et de leur éventuelle hiérarchie, il peut y avoir tensions et conflits entre divinités qui, par la voie du rêve, tentent d'exercer leurs pouvoirs sur les humain(e)s. Les divinités étant dotés des mêmes caractères potentiels que les humains, ils peuvent avoir leurs humeurs, leurs désirs, leurs jalousies, leurs dépressions et leurs colères[68].

#### Les théories animistes
- En contexte animiste prévaut l'idée selon laquelle les rêves permettraient le contact entre le psychisme humain et divers esprits de la nature (plantes, animaux, sites géographiques, et autres instances numineuses non-humaines[69].

Edward B. Tylor fut le premier, selon Henri Ellenberger, à étudier les conceptions de l'âme des peuples autochtones : « Pendant le sommeil ou lors d'un évanouissement, l'"âme" semble se séparer du corps. Dans les rêves et hallucinations, le dormeur voit des formes humaines différentes de celles de son expérience consciente. Ces deux représentations convergent dans la théorie que l'homme porterait en lui une sorte de double, une âme-esprit dont la présence dans le corps est requise pour pouvoir mener une vie normale, mais qui peut abandonner le corps pour un temps et aller à l'aventure, en particulier pendant le sommeil ».
L'ethnologue français contemporain Michel Perrin (1941-2015) nous livre un exemple très clair de théorie du rêve issu des Guajiros, peuple autochtone du Vénézuéla et de Colombie :
"À chacun de nous est attachée une âme.
Elle nous suit comme notre ombre…
Elle ne nous quitte que durant le sommeil, ou quand nous sommes malades.
Tout ce qui se passe dans nos rêves, c'est ce qui advient à notre âme.
Si un Guajiro est ailleurs, en rêve, c'est que son âme est sortie de son cœur, passant par sa bouche, pour s'envoler ailleurs.
Mais son cœur continue à travailler.
Pourtant notre âme nous fait mourir.
L'homme rêvant qu'il est mort ne se réveille pas.
Son âme l'a quitté pour toujours…
Elle a croisé "le chemin des Indiens morts", la Voie Lactée.
Les âmes des défunts reviennent sur la terre.
Nos âmes les rencontrent quand nous rêvons aux morts.
Ici, parfois, on voit leurs ombres.
Ce sont les "yoluha", ombres des morts sur la terre.
À notre mort, donc, notre âme ne se perd pas, elle s'en va, c'est tout…".

### Les théories philosophiques
- René Descartes (1596-1650)[72] : Méditations métaphysiques.
- Blaise Pascal (1623-1662)
- Henri-Louis Bergson (1859-1941) (voir L'Énergie spirituelle chapitre IV)

### Les théories scientifiques
Les disciplines scientifiques concernées par la question du rêve (physiologie, psychologie, psychiatrie, neurologie et neurochimie notamment) développent diverses théories en lien avec l'état d'avancement des connaissances expérimentales de chaque époque en psychopathologie, neurophysiologie, neuropsychologie et neurosciences.

#### Neurophysiologie
La neurophysiologie a développé une neurophysiologie du rêve avec des travaux de chercheurs tels Nathaniel Kleitman, Eugen Aserinsky et William Dement de l'école de Chicago (1953 à 1958). Comme en physiologie, ces chercheurs tentent de trouver la fonction du rêve en tant que phénomène physiologique, et, par extension, le(s) sens de(s) (certains) rêves. La grille interprétative des rêves, dans ce contexte, touche aux questions de mémoire et d'adaptation fonctionnelle.
- 1790 : Selon le physicien allemand Georg Christoph Lichtenberg (1742-1799) les rêves pourraient être « des réminiscences d'états antérieurs au développement de la conscience individuelle »[74]
- 1886 : Pour l'allemand W. Robert[75] « le rêve est l'élimination de pensées étouffées dans l'œuf »[76]. « Le rêve [servirait] à effacer les mémoires sans importance ». « Pour Robert, l'expulsion des idées sans valeur s'accomplit par un processus somatique. Le rêve n'est pas un processus psychique mais seulement la connaissance de ce processus d'expulsion »[76].
- 1983 : C'est l'hypothèse du « rêve oubli » que reprend plus tard, selon Michel Jouvet[77], Francis Crick, le co-inventeur de la double hélice de l'ADN.
- 1992 : Michel Jouvet propose la « théorie de la programmation génétique itérative »[78].

#### Psychologie
Selon les différentes disciplines ou branches de la psychologie comme la psychologie cognitive, la psychologie expérimentale, ou de la psychopathologie, selon la diversité des écoles, comme celle de la psychologie dynamique ou de la psychologie analytique, rêves et cauchemars peuvent être interprétés, selon le cadre théorique propre à ces disciplines ou écoles comme les symptômes d'un trouble névrotique, d'une manifestation psychotique, ou d'un trouble de stress post-traumatique, comme certains cauchemars récurrents.

#### Psychiatrie
- Le courant de la psychiatrie romantique s'est posé la question des rêves et cauchemars dans un cadre interprétatif proche du mesmérisme de Franz-Anton Mesmer et de sa thèse sur l'influence des planètes sur l'être humain (influence du macrocosme sur le microcosme), lui-même proche des interprétations astrologiques de Paracelse.
- En neuropsychiatrie, de nombreux neuropsychiatres dont Allan Hobson ont proposé leur propre théorie.
- L'onirisme qui pourrait être interprété autrement est cependant une pathologie reconnue en psychiatrie.

### Les théories en sciences humaines

#### Anthropologie
- L'anthropologue britannique Edward Burnett Tylor (1832-1917), dans son ouvrage Primitive culture élabore la théorie selon laquelle les rêves seraient à l'origine des premières religions qu'il qualifie d'animistes[80].
- L'anthropologue et psychanalyste américano-hongrois Géza Róheim (1891-1953), père de l'anthropologie psychanalytique, dans son ouvrage Les portes du rêve définit le rêve comme le « plus petit dénominateur psychique de l'humanité »[81].

#### Sociologie
- Le sociologue Jean Duvignaud a étudié dans les années 1970 un corpus de 2000 rêves de différentes catégories de français (ruraux, employés, commerçants, artisans, cadres, ouvriers et rêveurs "atopiques")[82]
- Le sociologue Bernard Lahire a proposé récemment une interprétation sociologique des rêves[83]. Il caractérise le rêve comme une communication de soi à soi, utilisant ainsi des figures imagées, des analogies et des métaphores pour s'exprimer, et usant des représentations issues d'une part dans les dispositions (souvenirs, problématique existentielle, socialisations) et d'autre part dans l'expérience récente du rêveur. Son analyse s'inscrit de ce fait dans un dispositionnalisme-contextualiste. Il développe une méthode pour une sociologie des rêves par l'association libre, le carnet de rêve et la biographie sociologique. Dans son deuxième volume, il applique cette méthode sur différents rêveurs[84]

### Les théories culturelles et folkloriques
Dans l'extrême diversité des cultures l'on rencontre le rêve sous l'aspect de son contenu traduit en récits légendaires ou sous forme de contes, de conte merveilleux, de mythes, de légendes où apparaissent fées, lutins et esprits.

## Psychanalyse et psychologie analytique

### Freud et le rêve

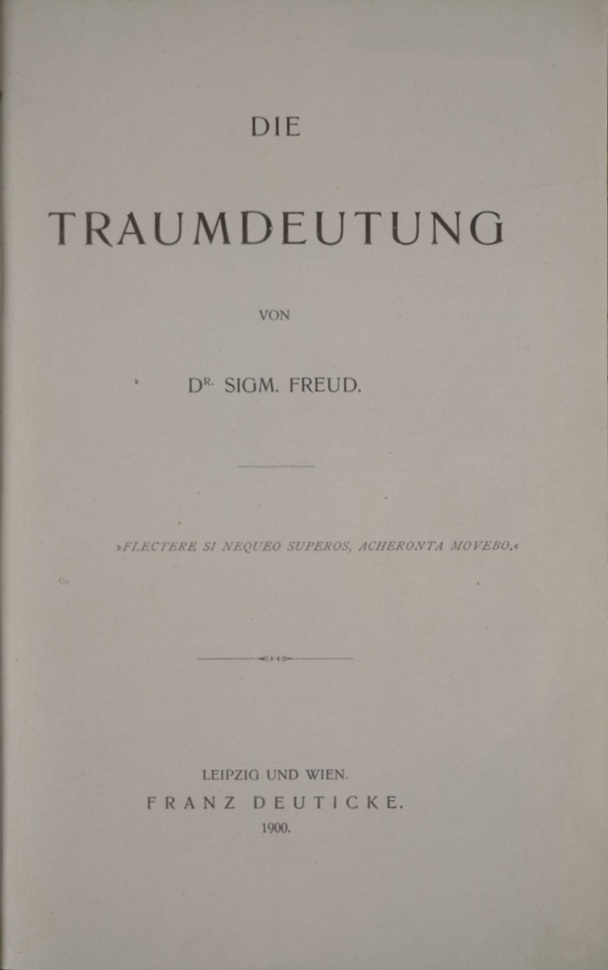
Freud, Die Traumdeutung, 1900.

La publication en 1900 du livre Die Traumdeutung (L'Interprétation du rêve) par Sigmund Freud marque un tournant dans la compréhension du rêve.
Au niveau épistémologique, pense Paul-Laurent Assoun, le geste de Freud consiste à réintroduire la production onirique dans la psychologie.
Selon Freud, l'« interprétation des rêves est la voie royale qui mène à la connaissance de l'inconscient ». Le rêve, loin d'être un phénomène absurde ou magique, possède un sens : il est « l'accomplissement d'un désir ». Freud écrit en effet au chapitre III de L'interprétation du rêve intitulé dans la traduction des OCF.P « Le rêve est un accomplissement de souhait » que le rêve « n'est pas dénué de sens ni absurde », qu'il est « un phénomène psychique à part entière et pour tout dire un accomplissement de souhait ». L'interprétation d'un rêve consiste à élucider son contenu latent, c'est-à-dire les pensées latentes que le rêveur a refoulées dans son inconscient et que le travail du rêve, en contournant la « censure », transforme en contenu manifeste du rêve, tel que celui-ci peut apparaître dans le « récit du rêve » dont un patient dans son souvenir peut l'adresser au psychanalyste.

### L'interprétation des rêves selon Carl Gustav Jung

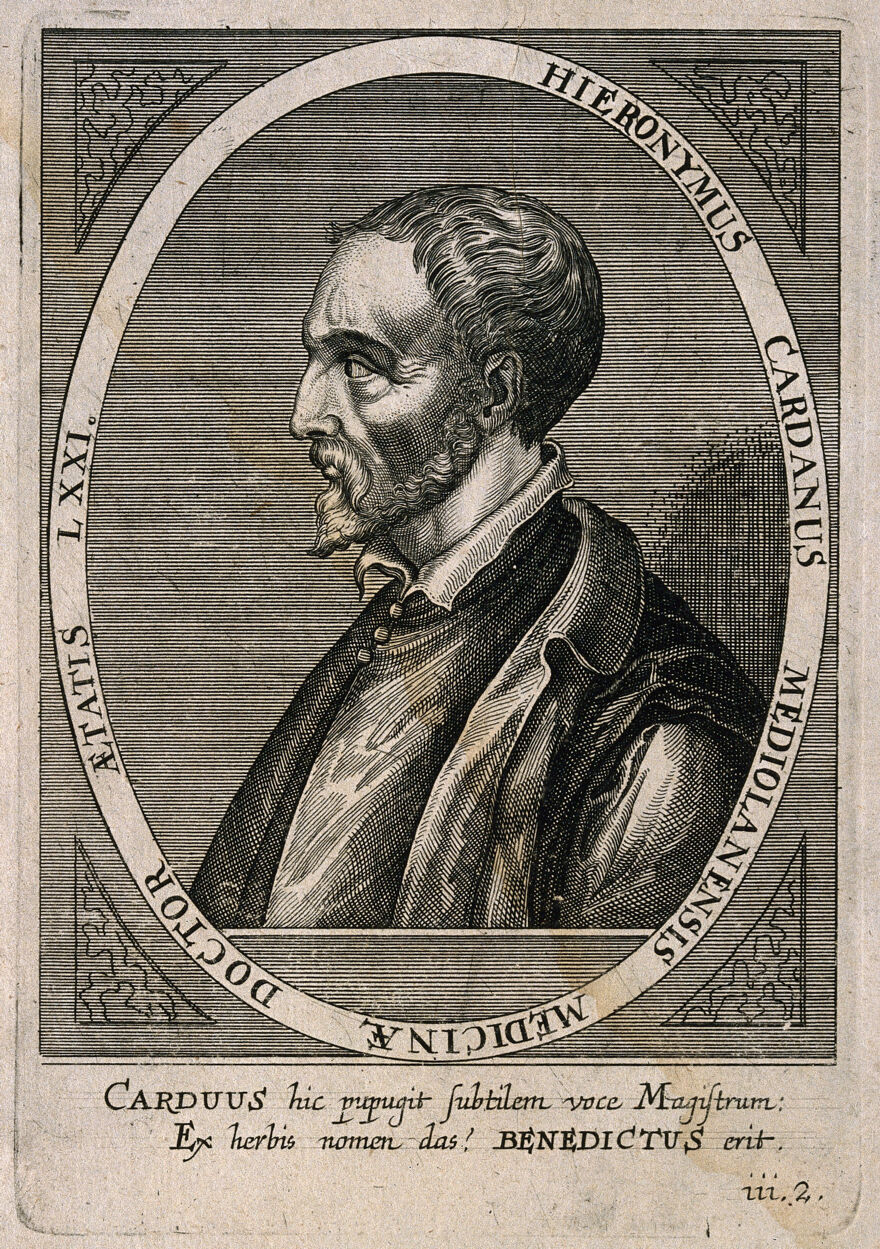
Les intuitions de Jérôme Cardan, qui aurait trouvé la solution de l'équation du troisième degré en rêvant, sont pour Jung un matériel d'étude.

L'approche que Jung fait du rêve est sensiblement différente de celle de Freud. Pour lui, en effet, le rêve n'est pas d'abord la réalisation d'un désir inconscient mais la meilleure expression possible de l'état psychique inconscient du moment. Jung ne contredit pas la pertinence de l'approche de Freud, mais il la passe au second plan dans son approche théorique. Quant à la clinique il insiste sur la nécessité d'y intégrer toute la psychanalyse freudienne, ce qui implique, pour le clinicien, de faire un choix d'interprétation freudienne, ou d'approcher le rêve comme Jung nous l'a proposé.
Partir de l'hypothèse que le rêve est la meilleure expression possible de l'état actuel du psychisme inconscient implique une tout autre approche clinique. Le rêve est alors considéré dans son contenu manifeste comme lien symbolique entre le moi et l'inconscient, donc comme potentialité d'unification de la psyché, c'est-à-dire d'accès au soi considéré comme totalité psychique.
Mais parler de lien symbolique implique de se référer à la conception jungienne du symbole : celui-ci est considéré par Jung comme un lien vivant entre le conscient et l'inconscient, lien vivant qui implique qu'il soit abordé dans toutes ses composantes, c'est-à-dire dans tous les éprouvés, affectifs et sensoriels, qui le constituent, et non uniquement dans son aspect d'image qui, sinon, pourrait trop facilement aliéner le moi dans un miroir narcissique mortifère. D'une certaine façon on peut dire que, pour Jung, le symbole s'enracine dans le corps.

## Psychologie, cognitivisme, neurosciences
Les débats et critiques portent sur L'interprétation du rêve de Freud, en particulier sur la notion d'association libre en psychanalyse.
Selon le psychologue, sociologue et essayiste G. William Domhoff, l'idée selon laquelle l'association libre permet d'accéder au contenu latent du rêve est infirmée par des travaux de psychologie expérimentale. Le neuropsychiatre Allan Hobson a critiqué l’ouvrage de Domhoff en lui reprochant de méconnaître les mécanismes neurobiologiques qu'il étudie
Pour le psychologue cognitiviste David Foulkes, l'idée selon laquelle l'association libre permet d'accéder au contenu latent du rêve est infirmée par des travaux de psychologie expérimentale qui ont conclu au caractère arbitraire de cette méthode Drew Westen (en) remarque que Foulkes partage des points de vue avec la théorie de Freud, notamment qu'il existe un contenu latent et un contenu manifeste qui en est la transformation, et que cette transformation relève d'un langage à déchiffrer.
Selon le neurologue Bernard Lechevalier, il n'y a pas d'impossibilité neuronale de la conception psychanalytique du rêve. Selon le neuroscientifique Winson, l’association libre de Freud est une méthode valide qui permet l'accès au contenu latent.

## Spiritualité et religions
Parmi les interprétations religieuses ou spiritualistes, liées à des systèmes de croyance, celles juives, chrétiennes ou musulmanes considèrent le rêve comme un message de l'au-delà. Les religions émanationistes en font une partie de la conscience divine en l'humain. Les religions créationnistes l'interprètent comme un message venu d'un divin distinct de l'humain. De nombreuses religions animistes donnent également au rêve et à son sens une place majeure dans leurs cosmologies, tels les aborigènes d'Australie. Certains peuples autochtones ("peuples premiers", "peuples indigènes" ou "peuples traditionnels") voient dans les rêves des messages venus de leur(s) ancêtre (s).

## Police des rêves
Selon l'historienne française Yannick Ripa (1954-) il « existe depuis l'Antiquité une police des rêves », le pouvoir civil prenant, au fil des siècles le relais du pouvoir religieux. Pour la seule France quelques repères historiques permettent d'en mesurer la continuité:
- 813 : « les interprètes de songes sont touchés par le capitulaire punissant les sorciers ».
- 1490 et 1493 : ordonnance royale « contre les devins ou magiciens, ceux qui les emploient et ne les dénoncent pas (…) ».
- 1596 : ordonnance générale contre les almanachs au nom de l'orthodoxie chrétienne.
- 1682 : ordonnance concernant les devins, les sorciers (auxquels sont assimilés les oniromanciens)
- 1791 : décret du 19 juillet contre les « magiciens et faiseurs d'almanachs ».
- 1810 : art. 479 et 481 du Code Pénal contre « ceux qui font le métier de deviner et pronostiquer, ou d'expliquer les songes ».
- 1831 : art. XII de l'ordonnance du 14 décembre concernant (…) [ceux qui sont comme activité] de « deviner, pronostiquer, interpréter ou expliquer les songes ».
- 1853 : art. XII de l'ordonnance de police du 30 novembre 1853 qui interdit de « deviner, pronostiquer ou d'expliquer les songes ».
- 1912 : loi interdisant « d'interpréter les songes ».

### Neurobiologie
- Nathaniel Kleitman, Sleep and Wakefulness, University of Chicago Press, 1939.
- William Dement, Dormir, Rêver, Paris, éd. Seuil, 1981.
- Claude Debru, Neurophilosophie du rêve, Paris, éd. Hermann, 1990, 398 p.
- John Allan Hobson, Le cerveau rêvant, traduit de l'anglais par Rose Saint-James, Paris, éd. Gallimard, 1992, col. "NRF", 402 p.  (ISBN 2-07072-590-1)
- Michel Jouvet, Le sommeil et le rêve, Paris, Odile Jacob, coll. « Sciences », 1992, 220 p. (ISBN 2-7381-0154-2, lire en ligne).
- * Michel Jouvet, De la science et des rêves : Mémoires d'un onirologue, Paris, Odile Jacob, 2013.
- Pierre Etevenon, Des rêves pour changer votre vie. L'ascenseur des rêves, Tome 1, ERICK BONNIER éditions, 2013,  (ISBN 978-2-36760-011-6), consultation en ligne :.
- Pierre Etevenon, Des rêves pour changer votre vie. La pratique par des exemples de rêves, Tome 2, ERICK BONNIER éditions, 2013,  (ISBN 978-2-36760-016-1), consultation en ligne :

### Psychanalyse
- Sigmund Freud, Die Traumdeutung (1900),
  - L'interprétation des rêves, Tr. en français 1re éd. I. Meyerson (1926), Paris PUF, Nouvelle éd. révisée: 4e trimestre 1967, 6e tirage: 1987, février.  (ISBN 2 13 040004 3)
  - L'Interprétation du rêve, traduit par Janine Altounian, Pierre Cotet, René Laîné, Alain Rauzy et François Robert, OCF.P, Tome IV, P.U.F., 2003,  (ISBN 213052950X) ; dans Quadrige / P.U.F., 2010  (ISBN 978-2-13-053628-4).
  - L'interprétation du rêve, traduction de Jean-Pierre Lefebvre, Paris, Éditions du Seuil, 2010  (ISBN 9782021012514)
  - Le Rêve de l'injection faite à Irma (extrait de L'interprétation des rêves, chapitre II), Payot, coll. "Petite Bibliothèque Payot", 2011  (ISBN 9782228906579).
- Sandor Ferenczi, L'interprétation scientifique des rêves, 1909, in Psychanalyse I, Payot 1968.
- Paul Fuks, Les rêves, Les essentiels, Éditions Milan, Toulouse, 1999.

#### Ethnopsychiatrie
- Tobie Nathan, La nouvelle interprétation des rêves, éd. Odile Jacob, 2011  (ISBN 9782738129598)
- Daniel Pierre, Voyager la nuit, interprétation des rêves en ethnopsychiatrie, éd. La Pensée Sauvage, 2005  (ISBN 978-2859192044)

#### Anthropologie
- Philippe Descola, "Head-Shrinkers versus Shrinks : Jivaroan Dream Analysis", Man, 24, 3, p.  439-450.
- Maurice Halbwachs, « L'interprétation du rêve chez les primitifs », Journal de psychologie normale et pathologique, t. XIX, 1922, p. 577-604
- Sophie Jama, La nuit des songes de René Descartes, préface de Robert Halleux, éd. Aubier, 1998, 430 p. (ISBN 2-7007-3353-3)
- J.S. Lincoln, The Dream in Primitive Cultures, Baltimore, éd. Williams and Wilkins, 1935.
- Michel Perrin, Les praticiens du rêve. Un exemple de chamanisme., éd. PUF, 1992, col. "Les champs de la santé", 267 p.  (ISBN 2-13-044305-2)
- Benjamin Kilborne, Interprétations du rêve au Maroc, Paris, La Pensée Sauvage, 1978.
- Barbara Tedlock, Rêves et visions chez les amérindiens, in Anthropologie et société, vol. 18, 2, 1994, p.  13-27.

### Sociologie
- Émile Durkheim, Les formes élémentaires de La vie religieuse, 1912, réédit. PUF, 1960, 4e éd., 1990, col. "Quadrige", 647 p., notamment chapitre II.I: L'animisme, p.  67-99.  (ISBN 2-13-043338-3)
- Jean Duvignaud, Françoise Duvignaud, Jean-Pierre Corbeau, La banque des rêves. Essai d'anthropologie du rêveur contemporain, éd. Payot, 1979, col. "Bibliothèques scientifique", 259 p.  (ISBN 2-228-12310-2)
- Bernard Lahire, L'interprétation sociologique des rêves, La Découverte, 2018.

### Histoire
- Sarane Alexandrian, Le surréalisme et le rêve, éd. Gallimard, 1974, col. NRF/"Connaissance de l'Inconscient", 500 p.
- Büchsenschütz (B.), Traum und Traumdeutung im Alterthume, Berlin, 1868.
- Claude Lecouteux, Fantômes et revenants au Moyen Âge, Paris, éd. Imago, 1986.
- Jacques Le Goff, L'imaginaire médiéval, Paris, éd. Gallimard, 1985.
- Oppenheim (A. Leo), The interpretation of dreams in the ancient Near East, Philadelphie, The American Philosophical Society, 1956.
- Alice Mouton, Rêves hittites: contribution à une histoire et une anthropologie du rêve en Anatolie ancienne, éd. Brill, 2007, 346 p.  (ISBN 9789004160248)
- Yannick Ripa, Histoire du rêve. Regards sur l'imaginaire des Français au XIXe siècle, éd. Olivier Orban, 1988, 275 p. (ISBN 2-85565-436-X).
- Lise Andries, Yves-Marie Bercé, Marguerite Boulet-Sautel, Pierre-Alain Cahné, Patrick Dandrey, Georges Forestier, Jean-Luc Gautier, Jean-Marie Goulemot, François Laplanche, Jacques Le Brun, Sylvain Matton, Maxime Préaud, Gérard Simon, Jacques Thuillier, "Rêver en France au XVIIe siècle", Revue des Sciences Humaines, 1988-3, 211, 253 p.
- Shulman (David), Stroumsa (Guy) (eds), Dream cultures. Explorations in The comparative history of dreaming, Oxford University Press, 1999.
- Sources orientales, Les songes et leur interprétation, Paris, éd. Seuil, 1959.

#### Grèce antique
- Médecine en Grèce antique, Asclépios, Incubation (rite), Oneiroi, Divination dans la Grèce antique

#### Mésopotamie
- Divination en Mésopotamie (Nanshe, Cylindres de Gudea)

#### Auteurs de traités d'onirocritique
- Artémidore de Daldis, Ibn Sīrīn, Achmet (oniromancien)

#### Folklore
- Folklore, Fantôme, Incube, Succube

#### Psychanalyse et psychologie analytique
- L'Interprétation du rêve
- Rêve en psychologie analytique
- Langage de rêve